# Seznam italijanskih generalov
Seznam italijanskih generalov.

## A
- Biagio Abrate
- Luigi Acquaviva
- Enrico Adami Rossi
- Achille Afan de Rivera
- Pietro Ago
- Giorgio Des Geneys
- Mario Ajmone Cat
- Matteo Albertone
- Alberico Albricci
- Aldo Aloia
- Giuseppe Aloia
- Vittorio Ambrosio
- Giovanni Ameglio
- Guido Amoretti
- Cesare Amè
- Diego Angioletti
- Franco Angioni
- Paolo Angioy
- Giacomo Antonini
- Carlo d'Aragona Tagliavia
- Antonio Araldi
- Francesco Antonio Arena
- Giuseppe Arimondi
- Mario Arpino
- Enrico Asinari di San Marzano
- Giuseppe Mario Asinari Rossillon
- Giacinto Avenati
- Giuseppe Avezzana
- Aldo Aymonino
- Dagoberto Azzari

## B
- Federico Bacchiocchi
- Pietro Badoglio
- Antonio Baldissera
- Oreste Baratieri
- Eugenio Barbarich
- Curio Barbasetti di Prun
- Carlo Barbieri
- Lorenzo Barco
- Vito Bardi
- Andrea Baroni
- Lamberto Bartolucci
- Giorgio Basta
- Ettore Bastico
- Fiorenzo Bava Beccaris
- Eusebio Bava
- Enrico Bazan
- Guido Bellini
- Nicola Bellomo
- Annibale Bergonzoli
- Edmondo Bernacca
- Mario Berti
- Ettore Bertolè Viale
- Marco Bianco
- Riccardo Bisogniero
- Teresio Bocca
- Ambrogio Bollati
- Lorenzo Bonazzi
- Cesare Bonelli
- Enrico Bonessa
- Luigi Bongiovanni
- Gaetano Bonicelli
- Alessandro dal Borro
- Romeo Bozzetti
- Ottavio Briccola
- Fileno Briganti
- Filippo Brignone
- Benedetto Brin
- Francesco Bruno di Tornaforte
- Giovanni Bruzzo
- Carlo Maria Buonaparte

## C
- Carlo Cabigiosu
- Policarpo Cacherano d'Osasco
- Luigi Cadorna
- Raffaele Cadorna
- Raffaele Cadorna Junior
- Giorgio Carlo Calvi di Bergolo
- Vincenzo Camporini
- Carlo Canera di Salasco
- Carlo Caneva
- Goffredo Canino
- Antonio Cantore
- Stefano Canzio
- Luigi Capello
- Ernesto Cappa
- Antonio Cappello
- Umberto Cappuzzo
- Giacomo Carboni
- Nicolangelo Carnimeo
- Michele Carrascosa
- Raffaele Carrascosa
- Ottone Enrico del Carretto
- Filippo Caruso
- Antonino Cascino
- Giuliano Cassiani Ingoni
- Salvatore Castagna
- Fabrizio Castagnetti
- Giuseppe Castellano
- Alberto Cavaciocchi
- Francesco Cavalera
- Ugo Cavallero
- Enrico Caviglia
- Sante Ceccherini
- Filiberto Cecchi
- Carlo Ceriana-Mayneri
- Alberto Cerruti
- Luigi Chatrian
- Domenico Chiodo
- Enrico Cialdini
- Giuseppe Ciancio
- Antonio Ciccarelli
- Alfonso Cigala-Fulgosi
- Arturo Cittadini
- Agostino Codazzi
- Pietro Colletta
- Domenico Corcione
- Enrico Cosenz
- Giuseppe Cucchi
- Domenico Cucchiari
- Efisio Cugia
- Lorenzo Cybo

## D
- Salvatore D'Agostino
- Cosimo D'Arrigo
- Gianalfonso D'Avossa
- Vittorio Dabormida
- Carlo Alberto Dalla Chiesa
- Alfredo Dallolio
- Domenico Damis
- Giuseppe Daodice
- Vincenzo Dapino
- Emilio De Bono
- Felice De Chaurand
- Giovanni De Lorenzo
- Alberto De Marinis Stendardo di Ricigliano
- Gabriele de Paolis
- Mario De Paolis
- Francesco De Pinedo
- Alessandro De Rege di Gifflenga
- Eugenio De Rossi
- Carlo De Simone
- Cesare Maria de Vecchi di Val Cismon
- Luchino Del Mayno
- Mauro Del Vecchio
- Giuseppe Della Noce
- Giuseppe Dezza
- Antonino Di Giorgio
- Nino Di Paolo
- Armando Diaz
- Orazio Dogliotti
- Giorgio Donati
- Giulio Douhet
- Edoardo Driquet
- Giacomo Durando
- Giovanni Durando

## E
- Donato Etna

## F
- Nicola Falde
- Emilio Faldella
- Manfredo Fanti
- Gustavo Fara
- Enrico Fardella
- Giovan Battista Fardella
- Luigi Fecia di Cossato
- Stefanio Fedeli
- Sandro Ferracuti
- Andrea Ferrari
- Alberto La Marmora
- Giacinto Ferrero
- Ugo Ferrero
- Carlo Filangieri, princ Satriana
- Achille Fontanelli
- Luciano Forlani
- Agenore Frangipani
- Antonio Franzini
- Federigo Fregoso
- Pietro Frugoni

## G
- Melchiade Gabba
- Rodolfo Gabrielli di Montevecchio
- Leonardo Gallitelli
- Enrico Riziero Galvaligi
- Gastone Gambara
- Remo Gambelli
- Antonio Gandin
- Ezio Garibaldi
- Giuseppe Garibaldi
- Peppino Garibaldi
- Ricciotti Garibaldi
- Italo Gariboldi
- Vincenzo Garioni
- Benito Gavazza
- Carlo Francesco Gay
- Pietro Gazzera
- Carlo Geloso
- Maurizio Gerbaix de Sonnaz
- Giuseppe Ghio
- Gaetano Giardino
- Licio Giorgieri
- Raffaele Giudice
- Ferrante Vincenzo Gonzaga
- Luciano Gottardo
- Giuseppe Govone
- Domenico Grandi
- Adriano Gransinigh
- Giulio Cesare Graziani
- Rodolfo Graziani
- Claudio Graziano (1953-2014)
- Francesco Grazioli
- Camillo Grossi
- Antonio Gualano
- Alessandro Guidoni
- Alessandro Guidotti
- Alfredo Guzzoni

## I
- Enzo Ianni
- Bonifazio Incisa di Camerana

## J
- Carlo Jean
- Carlo Jelardi
- Roberto Jucci

## L
- Alessandro La Marmora
- Alfonso La Marmora
- Giuseppe Lahoz Ortiz
- Ferdinando Lanza
- Teodoro Lechi
- Giuseppe Lechi
- Aurelio Liotta
- Antonio Lippi
- Giorgio Liuzzi
- Bruno Loi
- Roberto Lordi
- Ugo Luca
- Gabriele Lupini

## M
- Annibale Maffei
- Luigi Maffeo
- Adriano Magi-Braschi
- Vincenzo Magliocco
- Franco Magnani
- Pietro Maletti
- Gianadelio Maletti
- Alfredo Malgeri
- Ettore Mambretti
- Giuseppe Mancinelli
- Alessandro Manfredi Luserna d'Angrogna
- Giuseppe Mani
- Gabriele Manthoné
- Fortunato Marazzi
- Mario Marchesani
- Enzo Marchesi
- Tullio Marchetti
- Ugo Marchetti
- Giovanni Marra
- Luigi Efisio Marras
- Sabato Martelli Castaldi
- Giulio Martinat
- Edoardo Masdea
- Oronzio Massa
- Alberto Massa Gallucci
- Gustavo Mazè de la Roche
- Francesco Mazza
- Pierpaolo Meccariello
- Amedeo Mecozzi
- Giacomo Medici
- Giacomo Filippo de Meester Hüyoel
- Luigi Federico Menabrea
- Goffredo Mencagli
- Pasquale Meomartini senior
- Giovanni Messe
- Carlo Mezzacapo
- Luigi Mezzacapo
- Giacomo Miari
- Vito Miceli
- Ignazio Milillo
- Archimede Mischi
- Stanislao Mocenni
- Paolo Moci
- Ernesto Mombelli
- Alberto Monroy
- Edoardo Monti
- Luca Montuori
- Mario Mori
- Enrico Morozzo Della Rocca
- Paolo Morrone
- Rolando Mosca Moschini
- Pietro Fortunato Muraro
- Vincenzo Muricchio
- Ettore Musco

## N
- Silvio Napoli
- Mario Nardi
- Guglielmo Nasi
- Enea Navarini
- Pier Eleonoro Negri
- Carlo Felice Nicolis, conte di Robilant
- Umberto Nobile
- Alessandro Nunziante
- Vito Nunziante

## O
- Baldassarre Orero
- Pasquale Oro
- Giovanni Battista Oxilia

## P
- Emilio Pallavicini
- Edoardo Palombi
- Achille Papa
- Alberto Pariani
- Giuseppe Parisi
- Vittorio Emanuele Borsi di Parma
- Silvio Parodi
- Antonio Passarelli
- Alberto Peano
- Guglielmo Pecori Giraldi
- Luigi Pelloux
- Vincenzo Pelvi
- Guglielmo Pepe
- Giuseppe Perrucchetti
- Agostino Petitti Bagliani di Roreto
- Carlo Petitti di Roreto
- Cesare Pettorelli Lalatta
- Enrico Pezzi
- Mario Pezzi
- Giuseppe Salvatore Pianell
- Giorgio Piccirillo
- Francesco Pignatelli, conte di Laino
- Ferdinando Augusto Pinelli
- Domenico Pino
- Alessandro Pirzio Biroli
- Domenico Piva
- Giuseppe Pièche
- Ugo Pizzarello
- Rosolino Poggi
- Nicolò Pollari
- Alberto Pollio
- Carlo Porro
- Mario Prato di Pamparato
- Umberto Pugliese

## R
- Gerolamo Ramorino
- Luigi Ramponi
- Carlo Rastrelli
- Carlo Ravnich
- Luigi Reverberi
- Umberto Ricagno
- Cesare Francesco Ricotti-Magnani
- Giosuè Ritucci
- Francesco Rizzi
- Mario Roatta
- Mario Robotti
- Umberto Rocca
- Enrico Rocchi
- Giuseppe Rosaroll
- Ezio Rosi
- Aldo Rossi
- Pier Maria de' Rossi
- Carlo Rostagno
- Nicola Russo

## S
- Luigi Sacco
- Valentino Sakeli
- Tommaso Salsa
- Angelo Saluzzo di Monesiglio
- Carlo Sanna
- Adriano Santini
- Ruggiero Santini
- Adalberto di Savoia-Genova
- Filiberto di Savoia-Genova
- Amedeo di Savoia-Aosta (1898-1942)
- Emanuele Filiberto di Savoia-Aosta
- Mario Schierano
- Ignazio Francesco Scodnik
- Carlo Scorza
- Roberto Segre
- Bernardino Serafini
- Adelschi Serena
- Alessandro Setti
- Pietro Sgarlata
- Gianfranco Siazzu
- Simone Simoni
- Sergio Siracusa
- Giuseppe Sirtori
- Ubaldo Soddu
- Giuseppe Maria Solaro della Margherita
- Carlo Spatocco
- Roberto Speciale
- Amos Spiazzi
- Ambrogio Spinola
- Francesco Stocco

## T
- Giulio Cesare Tassoni
- Attillo Teruzzi
- Carlo Tessiore
- Pietro Teulié
- Giuseppe Thaon di Revel di Sant'Andrea
- Claudio Trezzani
- Casanuova Tringali
- Alberto Trionfi
- Donato Tripiccione
- Ferruccio Trombi
- Euclide Turba

## U
- Antonio Calà Ulloa
- Girolamo Calà Ulloa
- Umberto Utili

## V
- Giuseppe Valle
- Giuseppe Valotto
- Cesare Maria de Vecchi di Val Cismon
- Carlo Vecchiarelli
- Rubino Ventura
- Mario Vercellino
- Rodolfo Verduzio
- Giuseppe Ettore Viganò
- Andrea Viglione
- Sebastiano Visconti Prasca
- Vittorio Emanuele di Savoia-Aosta
- Ambrogio Viviani

## Z
- Ugo Zaniboni Ferino
- Francesco Zingales
- Gaetano Zoppi
- Ugo Zottin
- Carlo Zucchi
- Vittorio Italico Zupelli